# Acritus fidjensis
Acritus fidjensis är en skalbaggsart som beskrevs av Yves Gomy 1983. Acritus fidjensis ingår i släktet Acritus och familjen stumpbaggar. Inga underarter finns listade i Catalogue of Life.